# أنطونيو جاي راموس
أنطونيو جاي راموس (بالإنجليزية: Antonio J. Ramos)‏ هو ضابط أمريكي، ولد في 1946 في بورتوريكو في الولايات المتحدة.